# Ceramika z Horezu
Ceramika z Horezu (rum. Ceramică de Horezu) – rodzaj tradycyjnej ceramiki wytwarzanej w mieście Horezu, w okręgu Vâlcea, w południowo-zachodniej Rumunii.
W 2012 roku podczas odbywającej się w Paryżu 7. sesji Międzyrządowego Komitetu ds. Ochrony Niematerialnego Dziedzictwa Kulturowego wyrób ceramiki w Horezu wpisany został na listę reprezentatywną niematerialnego dziedzictwa kulturowego UNESCO.

## Charakterystyka

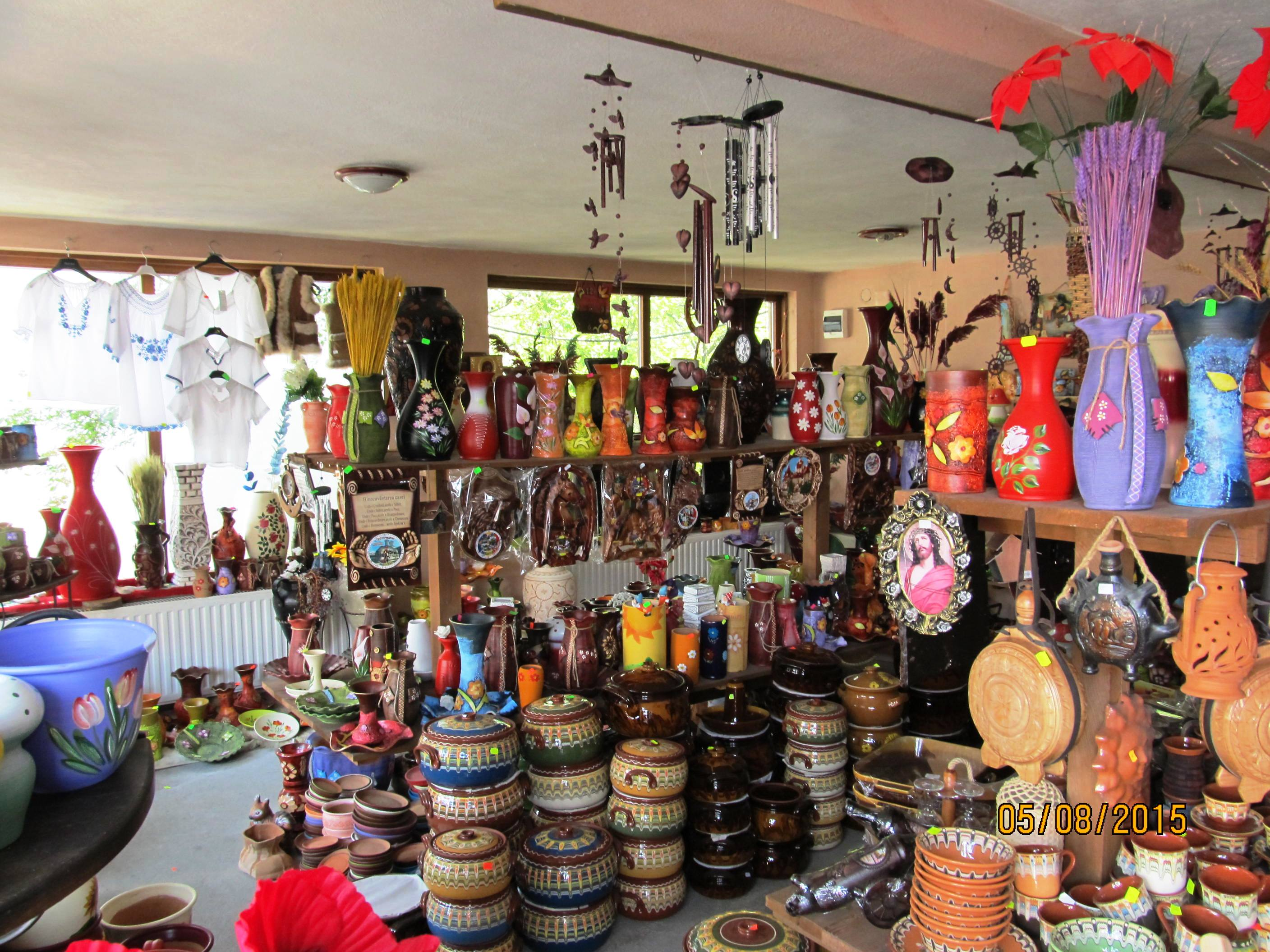
Ceramika z Horezu (2015)

Garncarstwo w okręgu Vâlcea położonym w krainie historycznej Oltenia w południowo-zachodniej Rumunii jest rzemiosłem o przeszło 300-letniej historii. W 1977 roku rumuńska etnografka Silvia Zderciuc odnotowała 42 funkcjonujące na tym terenie ośrodki garncarskie. Współcześnie, poza miastem Horezu, tradycyjna ceramika wytwarzana jest jeszcze w gminach Vlădești, Lungești i Slătioara.
Ceramika z Horezu wyróżnia się spośród wyrobów z innych regionów przede wszystkim żywymi barwami, które obejmują odcienie ciemnego brązu, czerwieni, zieleni i błękitu, a także koloru określanego jako „kość słoniowa z Horezu”. Produkty są bogato zdobione motywami roślinnymi, zwierzęcymi, geometrycznymi i kosmicznymi i stanowią zarówno ceramikę użytkową, jak również pełnią funkcje pamiątek bądź dekoracji. Ceramika z Horezu jest wysoko ceniona i sprzedawana na targach w całym kraju, a miasto uznawane jest za nieoficjalną „stolicę” tradycyjnej rumuńskiej ceramiki.
W 2010 roku zidentyfikowano w Horezu pięćdziesięciu rzemieślników, którzy wciąż zajmują się wyrobem tradycyjnej ceramiki. Zamieszkują oni głównie miejscowość Olari – dawniej odrębną wieś, która jest obecnie częścią miasta.

## Proces wykonania

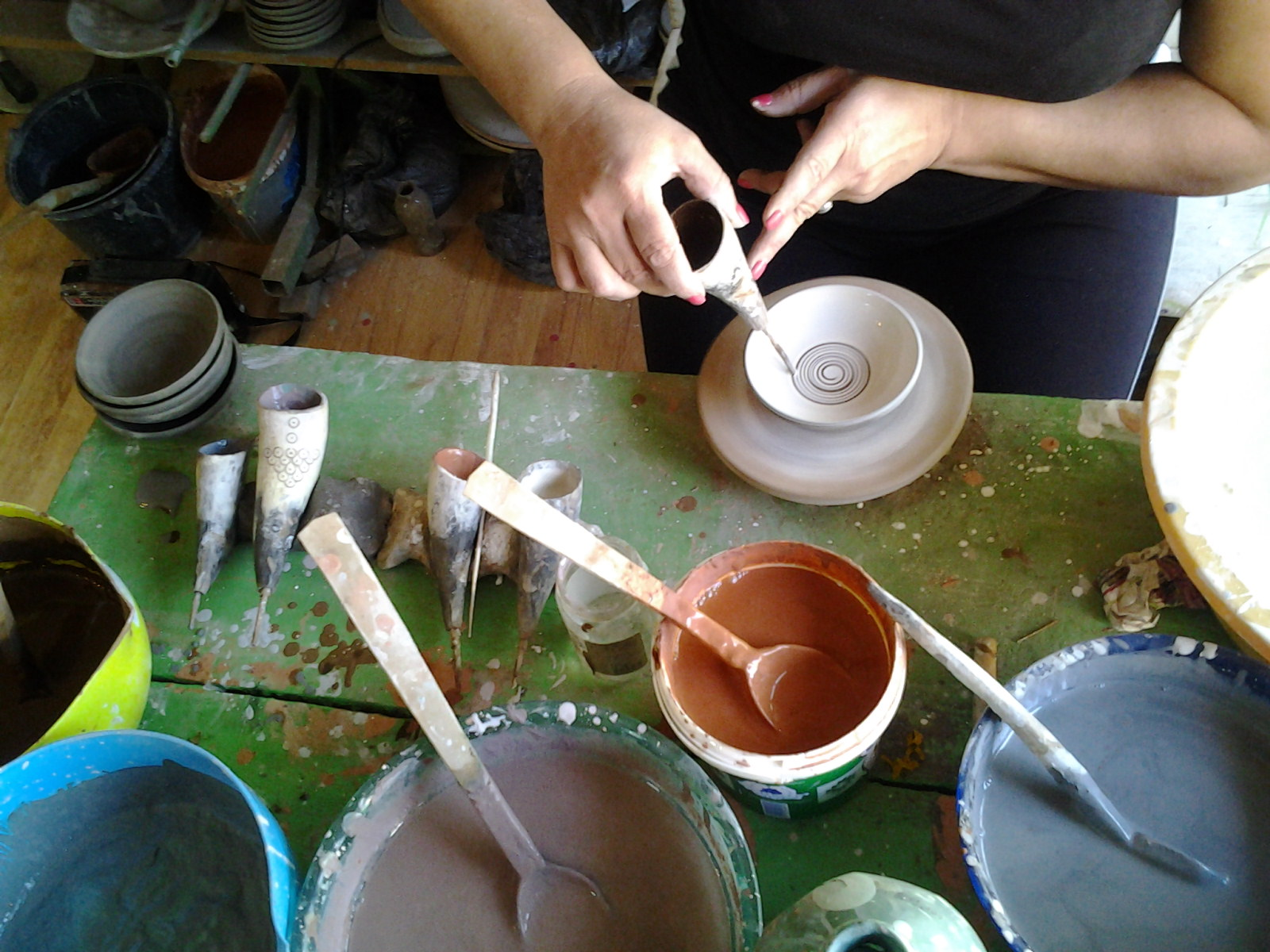
Zdobienie ceramiki z Horezu (2018)

Choć niektórzy garncarze wykonują swoje wyroby ceramiczne samodzielnie, to na ogół w proces produkcji zaangażowane są całe rodziny. Przeważnie istnieje podział zadań między mężczyznami a kobietami. Mężczyźni wydobywają glinę, którą następnie oczyszczają, kroją na kawałki i zwilżają wodą. W kolejnym etapie surowiec jest ugniatany i mieszany, w wyniku czego uzyskuje się czerwoną masę, z której przy użyciu własnych palców modeluje się określone naczynie. Każdy garncarz ma swoją własną technikę modelowania, jednak wszyscy ściśle przestrzegają kolejności wykonywanych czynności. Następnie kobiety ozdabiają wyroby określonymi motywami przy użyciu tradycyjnych narzędzi, m.in. wydrążonego rogu byka czy cienkiego patyka zakończonego drutem zwanego gaïța, który służy do wykonywana drobnych elementów dekoracyjnych. Dobór wzorów i kolorów nadaje ceramice indywidualny i unikatowy charakter. Na koniec uformowany i ozdobiony produkt wypalany jest w piecu opalanym drewnem.

## Transmisja tradycji
Wiedza i umiejętności wyrobu ceramiki w Horezu przekazywane są z pokolenia na pokolenie głównie w rodzinach, które od wieków zajmują się tym rzemiosłem. Również podczas szkoleń w warsztatach mistrzowie garncarscy przekazują wiedzę swoim uczniom. Nieformalnie wiedza przekazywana jest też uczniom z miasta i okolicznych wsi podczas zajęć i prelekcji w szkołach artystycznych. W Horezu działa również stowarzyszenie garncarzy podtrzymujące tę tradycję. Dziedzictwo promowane jest też na różnego rodzaju wystawach i jarmarkach. Ceramika stanowi ważny element tożsamości miejscowej społeczności i zachowuje swoją funkcję społeczną w codziennym życiu.